# Theodor Müller (Kunsthistoriker)
Carl Theodor Müller (* 19. April 1905 in Ingolstadt; † 28. August 1996 in München) war ein deutscher Kunsthistoriker und Professor an der Universität München.

## Werdegang
Theodor Müller wurde als Sohn des aus Stuttgart stammenden Architekten Albert Müller (1866–1940) und der Else Krall (1876–1936/37) geboren und als Albert Karl Theodor in das Geburtenbuch des Standesamts Ingolstadt eingetragen. Er studierte Kunstgeschichte an den Universitäten München und Berlin und wurde 1928 in München bei Wilhelm Pinder promoviert. Er trat 1928 in den Dienst des Bayerischen Nationalmuseums in München und war von 1948 bis zur Pensionierung 1968 dessen Direktor.
Ab 1934 war er mit der Kunsthistorikerin Sigrid Müller-Christensen (1904–1994) verheiratet.

### Lehrtätigkeit
Als Honorarprofessor lehrte er ab 1955 an der Universität München mittlere und neuere Kunstgeschichte. 

### Mitgliedschaften
Müller war Mitglied der Bayerischen Akademie der Wissenschaften (1959) und der Bayerischen Akademie der Schönen Künste (1967).

## Auszeichnungen und Preise
- 1969: Große Verdienstkreuz
- 1986: Bayerische Maximiliansordens für Wissenschaft und Kunst
- 1995: Kulturpreis der Stadt Ingolstadt

## Werke (Auswahl)
Von ihm stammen zahlreiche Schriften zur Geschichte der Plastik und zum Kunstgewerbe nördlich der Alpen.
- (Hrsg.): Meister gotischer Plastik. Lehmann, München 1932 (= Volksbücher deutscher Kunst 1).
- Mittelalterliche Plastik Tirols: von der Frühzeit bis zur Zeit Michael Pachers. Berlin 1935.
- Alte bairische Bildhauer: vom Erminoldmeister bis Hans Leinberger. Bruckmann, München 1950.
- zusammen mit Adolf Feulner: Geschichte der deutschen Plastik. Bruckmann, München 1953 (= Deutsche Kunstgeschichte 2).
- Ingolstadt. Schnell & Steiner, München, Zürich 1958 (= Große Kunstführer 24).
- Die Bildwerke des Bayerischen Nationalmuseums, Bd. 2: Die Bildwerke in Holz, Ton und Stein von der Mitte des XV. bis gegen Mitte des XVI. Jahrhunderts. Bruckmann, München 1959 (= Kataloge des Bayerischen Nationalmuseums 13,2) (Digitalisat).
- Deutsche Plastik der Renaissance bis zum dreissigjährigen Krieg. Langewiesche, Königstein i. Ts. 1963 (= Die blauen Bücher).
- Ingolstadt: die Herzogsstadt, die Universitätsstadt, die Festung, 2 Bde., Verlag Donau Courier, Ingolstadt 1974, ISBN 3-920253-07-8.
- Gotische Skulptur in Tirol. Athesia-Tyrolia, Bozen-Innsbruck-Wien 1976.